# Georg Geldorp

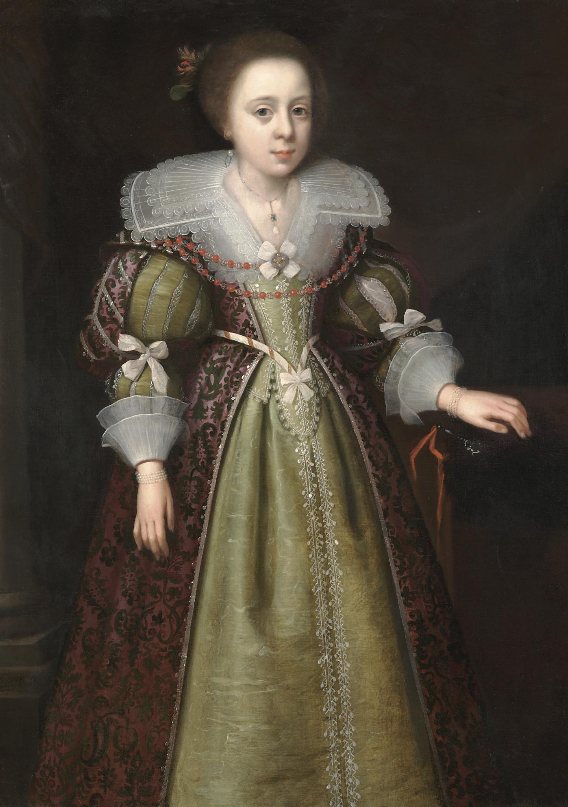
Elizabeth Bassett (1617-1643 (toegeschreven aan Georg Geldorp)

Georg Geldorp (Keulen, ca. 1590/1595 - Londen, 14 november 1665) was een portretschilder, kunsthandelaar, kopiist, restaurator en hofkunstenaar.
Geldorp was de zoon van de schilder Geldorp Gortzius en de broer van schilder Melchior Geldorp.
Geldorp begon zijn carrière in Keulen. Rond 1610 vestigde hij zich in Antwerpen, waar hij als wijnmeester lid werd van het Sint-Lucasgilde. Hij was ook lid van de rederijkerskamer De Violieren. In deze periode trouwde hij tweemaal: eerst met Margriet Parmentiers, die overleed bij de geboorte van hun dochter, en later met Anna de Vos, de dochter van schilder Willem de Vos.
In 1623 verhuisde Geldorp naar Londen, waar hij de rest van zijn leven werkzaam bleef. In zijn beginjaren werkte hij als portretschilder, maar vanaf de jaren 1630 richtte hij zich steeds meer op de handel in schilderijen en het schoonmaken en inlijsten ervan. Hij werd een prominente figuur in de kunstwereld van Londen. Hij was geliefd bij mensen van aanzien en stond in hun gunst. Hij was onder andere de huisbaas van beroemde kunstenaars zoals Peter Lely en Antoon van Dyck, en bemiddelde tussen Rubens in Antwerpen en de kunstverzamelaar Everhard Jabach in Keulen. Hij werkte mee aan het ontwerp van de triomfboog voor de inauguratie van koning Karel I in Londen in 1625. Hij handelde in kopieën van werken van Van Dyck, waarbij hij samenwerkte met zijn schoonzoon, Remee van Leemput, die in veel gevallen de kopiist was. Hij was betrokken bij het herstel van de koninklijke kunstcollectie na de Engelse Burgeroorlog en werd hiervoor in 1662 beloond met de functie van "picture-mender and cleaner" aan het hof. Hij was ook leraar van de schilder Isaac Sailmaker.
Joachim von Sandrart noemde hem echter een slechte tekenaar, die voorbeelden van andere schilders nodig had om zijn portretten vorm te geven.
- Biografisch Portaal: 27078005
- Gemeinsame Normdatei: 136365868
- International Standard Name Identifier: 0000 0003 9046 5719
- Nederlandse Thesaurus van Auteursnamen: 341768928
- RKD-Nederlands Instituut voor Kunstgeschiedenis: 30792
- Système universitaire de documentation: 232851085
- Union List of Artist Names: 500050515
- Virtual International Authority File: 284042675
- WorldCat: E39PCjKGcrYVWqhJRKxDXQHtDm